# Kleine klaverzuring
De kleine klaverzuring (Oxalis exilis) is een kruidachtige plant uit de klaverzuringfamilie (Oxalidaceae). De kleuren van de bladeren variëren van groen tot paars. 

## Kenmerken
De bloemen staan bijna altijd alleen en soms per twee bij elkaar. Elke plant heeft meestal vijf goed ontwikkelde langere meeldraden met helmknop en vijf kortere zonder helmknop. Soms heeft een bloem meer dan vijf helmknoppen.
De soort lijkt sterk op de gehoornde klaverzuring, maar deze heeft vrijwel altijd tien goed ontwikkelde meeldraden en minimaal twee bloemen bijeen in de bloeiwijze

## Voorkomen
De soort komt voor in Tasmanië en Nieuw-Zeeland. De plant is zich in Australië, Noord-Amerika en West-Europa aan het vestigen. Het is de kleinste Oxalis-soort in Nieuw-Zeeland. In Nederland is de soort voor het eerst waargenomen in 2019 en komt hier zeer zeldzaam voor. In België is de plant buiten kwekerijen nog afwezig.